# Haematomyxa vinosa
Haematomyxa vinosa är en svampart som först beskrevs av Cooke & Ellis, och fick sitt nu gällande namn av Pier Andrea Saccardo 1889. Haematomyxa vinosa ingår i släktet Haematomyxa, divisionen sporsäcksvampar och riket svampar.   Inga underarter finns listade i Catalogue of Life.